# Spencer Vampré
Spencer Vampré (Limeira, 24 de abril de 1888 — 13 de julho de 1964) foi um advogado, professor, jornalista, escritor; político e jurista brasileiro.
Filho de Fabrício Vampré e de Matilda Vampré.[carece de fontes?] Concluiu os estudos preparatórios no Instituto de Ciência e Letras. Bacharelou-se pala Faculdade de Direito do Largo São Francisco, em 1909, foi professor e diretor da Faculdade de Direito. 
Em 1923, elegeu-se deputado estadual.
Foi membro da Academia Paulista de Letras cadeira número 31  e do Instituto Histórico e Geográfico de São Paulo.[carece de fontes?]
Escreveu um comentário ao Código Civil, prefaciado por Clovis Bevilacqua e também a valiosa obra intitulada Memórias para a história da Academia de São Paulo, cuja primeira edição é de 1924 e a segunda, editada pelo Instituto Nacional do Livro, em comemoração aos 150 anos da criação dos cursos  jurídicos no Brasil, data de 1977.  
O Fórum do Poder Judiciário Estadual em Limeira recebeu seu nome como homenagem. 